# Tour de Flandes 1919
El Tour de Flandes 1919 es la 3.ª edición del Tour de Flandes. La carrera se disputó el 23 de marzo de 1919, con inicio y final en Gante después de un recorrido de 230 kilómetros. El Tour de Flandes se volvió a disputar después de cinco años a causa de la Primera Guerra Mundial. A partir de este año se ha disputado ininterrumpidamente hasta la actualidad, incluso durante la Segunda Guerra Mundial. 
El vencedor final fue el belga Henri van Lerberghe, que se impuso al esprint a sus seis compañeros de fuga, los también belgas Léon Buysse y Jules Van Hevel, que acabaron segundo y tercero respectivamente.

## Clasificación final
|    | Ciclista            | Equipo          | Tiempo     |
| -- | ------------------- | --------------- | ---------- |
| 1  | Henri Van Lerberghe | Legnano-Pirelli | 7h 41' 18" |
| 2  | Léon Buysse         |                 | + 14' 00"  |
| 3  | Jules Van Hevel     |                 | m. t.      |
| 4  | Frits Wiersma       |                 | m. t.      |
| 5  | Albert Dejonghe     |                 | m. t.      |
| 6  | Aviel Cocquyt       |                 | m. t.      |
| 7  | Alois Verstraeten   | Bianchi-Pirelli | m. t.      |
| 8  | Laurent Seret       |                 | + 21' 52"  |
| 9  | Theodore Arvent     |                 | + 23' 00"  |
| 10 | Basile Matthys      |                 | + 26' 00"  |